# Guadalupe Victoria, Aldama
Guadalupe Victoria är en ort i Mexiko.   Den ligger i kommunen Aldama och delstaten Tamaulipas, i den centrala delen av landet, 400 km norr om huvudstaden Mexico City. Guadalupe Victoria ligger 534 meter över havet och antalet invånare är 156.
Terrängen runt Guadalupe Victoria är kuperad, och sluttar österut. Runt Guadalupe Victoria är det mycket glesbefolkat, med 7 invånare per kvadratkilometer. Guadalupe Victoria är det största samhället i trakten. I omgivningarna runt Guadalupe Victoria växer huvudsakligen savannskog.